# توماس جيبسون (ضابط)
توماس جيبسون (بالإنجليزية: Thomas Gibson)‏ هو ضابط أمريكي، ولد في 1750 في مستعمرة فرجينيا في مملكة بريطانيا العظمى، وتوفي في 3 مايو 1814 في أوهايو في الولايات المتحدة.